# تشارلي فريزر
تشارلي فريزر (بالإنجليزية: Charley Frazier)‏ هو لاعب كرة قدم أمريكية أمريكي، ولد في 12 أغسطس 1939 في هيوستن في الولايات المتحدة.

## وصلات خارجية
- تشارلي فريزر على موقع مرجع كرة القدم المحترفة.كوم (الإنجليزية)